# 17368 Korn
A 17368 Korn (ideiglenes jelöléssel (17368) 1979 QV1) a Naprendszer kisbolygóövében található aszteroida. Claes-Ingvar Lagerkvist fedezte fel 1979. augusztus 22-én.